# Manu Tuilagi
Etuale Manu Samoa Tuilagi conocido como Manu Tuilagi (Savai'i, 18 de mayo de 1991) es un jugador británico de rugby nacido en Samoa que se desempeña como centro. Juega en el Aviron Bayonnais del Top 14. Debutó con la selección nacional inglesa el 6 de agosto de 2011 en un partido contra Gales en Twickenham Stadium.

## Vida personal
Manu es el hermano menor de Henry Tuilagi, Freddie Tuilagi, Alesana Tuilagi, Anitelea Tuilagi y Sanele Vavae Tuilagi, todos los cuales son internacionales por Samoa. Manu es el único de los seis hermanos que ha jugado internacionalmente para Inglaterra.
En junio de 2010, Tuilagi se enfrentó a la deportación del Reino Unido después de que se supiera que había entrado en el país con visado de vacaciones seis años antes y que había permanecido en el país ilegalmente. Después de apelar, más tarde se le concedió residencia indefinida.

## Trayectoria deportiva
Jugó con las categorías inferiores de la selección inglesa, sub-16, sub-18 y sub-20. Una lesión de Mathew Tait permitió a Tuilagi jugar con los England Saxons en enero de 2011. El 20 de junio de 2011, Tuilagi fue escogido en el grupo de 45 hombres para el equipo de la Copa Mundial de Rugby 2011 y se estrenó en el Test contra Gales en Twickenham el 6 de agosto, consiguió un try e Inglaterra derrotó a Gales 23-19. Tuilagi fue uno de los 30 seleccionados que participó en el equipo inglés de la Copa Mundial celebrada en Nueva Zelanda. Después de que Francia echara a Inglaterra de la Copa, Tuilagi fue detenido por la policía neozelandesa y posteriormente le multaron con £3000 por el equipo inglés por saltar a la bahía de Auckland tirándose desde un ferry.
Por lesión se perdió el principio del Torneo de las Seis Naciones 2012. Pero Manu Tuilagi regresó al equipo para el tercer partido contra Gales. En el siguiente partido, contra Francia, logró un try.
Ha participado y destacado en el Torneo de las Seis Naciones 2013, a pesar de no jugar el primer partido. En el segundo, contra Irlanda, fue suplente y sustituyó a Twelvetrees en el minuto 48. En los siguientes tres partidos salió ya como titular, destacando el try que logró el 23 de febrero de 2013 en el partido que Inglaterra ganó a Francia 23 - 13. Fue un try "pleno de fuerza y poderío, que puso el 17-10 para la Rosa". Hay quien le ha considerado el mejor centro exterior del torneo, casi bordándolo por su arrollador juego contra Francia, aunque Gales acabó con su amenaza en el partido decisivo. Su último partido ha sido el de 16 de marzo de 2013 contra Gales en el Millennium Stadium.

Fue seleccionado por Eddie Jones para formar parte del XV de la rosa en la Copa Mundial de Rugby de 2019 en Japón donde lograron vencer en semifinales, en el que fue el mejor partido del torneo, a los All Blacks que defendían el título de campeón, por el marcador de 19-7. Sin embargo, no pudieron vencer en la final a Sudáfrica perdiendo por el marcador de 32-12.

#### Participaciones en Copas del Mundo
| Mundial                       | Sede       | Resultado    | PJ | Tries |
| ----------------------------- | ---------- | ------------ | -- | ----- |
| Copa Mundial de Rugby de 2015 | Inglaterra | Primera fase | 5  | 2     |
| Copa Mundial de Rugby de 2019 | Japón      | Subcampeón   | 5  | 3     |
| Copa Mundial de Rugby de 2023 | Francia    | 3er Puesto   | 6  | 1     |

## Palmarés y distinciones notables
- Campeón de la Aviva Premiership de 2009–10
- Campeón de la Anglo-Welsh Cup de 2012
- Campeón de la Aviva Premiership de 2012-2013
- Campeón de la Anglo-Welsh Cup de 2017
- Campeón del Torneo de las Seis Naciones de 2016